# Celyphus mirabilis
Celyphus mirabilis är en tvåvingeart som beskrevs av Yang och Liu 1999. Celyphus mirabilis ingår i släktet Celyphus och familjen Celyphidae. Inga underarter finns listade i Catalogue of Life.